# سيسيل سنكلير
سيسيل سنكلير (بالهولندية: Cecile Sinclair)‏ هي عارضة هولندية، ولدت في 21 فبراير 1987 في المنامة في البحرين.

## وصلات خارجية
- سيسيل سنكلير على موقع IMDb (الإنجليزية)
- سيسيل سنكلير على موقع قاعدة بيانات الفيلم (الإنجليزية)
- سيسيل سنكلير على موقع دليل عارضات الأزياء (الإنجليزية)